# In ze boîte
In ze boîte (stylisé in ze Boîte) est un jeu télévisé français diffusé à partir du 29 octobre 2007 jusqu'au 11 septembre 2020 sur la chaîne Gulli et présenté par Joan Faggianelli.
Il oppose deux familles, composées d'un adulte et de deux enfants (qui ne sont pas obligatoirement parents et enfants ou frères et sœurs) et qui s'affrontent entre quatre manches, deux étant axées sur le loisir, les deux autres sur la culture générale. Au bout des quatre manches, la famille ayant marqué le plus de points doit affronter la redoutable Boîte Noire.

## Règles

### Le Challenge des familles
La première manche est le challenge des familles. Au début de l'émission, il s'agissait d'un jeu où s'affrontaient en duel les adultes de chaque famille, tel que le « Puissance trois ». L'adulte qui marquait le plus de point remportait un joker qui permettait ensuite à l'adulte, lors du Quiz des adultes, d'avoir un droit de contre-réponse en cas d'erreur, l'un des deux enfants portant le chapeau représentant le joker. Dans la version actuelle du jeu, les adultes jouent désormais à tour de rôle, et doivent en général faire deviner un mot à leurs enfants via un dessin ou un mime par des gestes ou des bruits, à l'instar de jeux de société tels le Time's Up!. Chaque mot trouvé rapporte cent points. La famille qui marque le plus de points ne remporte plus un joker mais conserve les points marqués dans son score total.

### Le Quiz des familles
Anciennement appelé « Quiz des adultes », il consistait initialement en une série de cinq questions composées chacune de quatre réponses. Les familles doivent buzzer pour prendre la main et répondre. Si la famille ne donne pas la bonne réponse, elle perd la main. Du temps des jokers, ceux-ci permettaient à la famille de proposer une contre-réponse en cas d'erreur. Une bonne réponse vaut 200 points si elle est trouvée du premier coup, puis 100 points, 50 points et aucun point si aucune famille ne trouve la bonne réponse. Depuis septembre 2012, le quiz consiste en quatre questions avec trois propositions chacune, la réponse « loufoque » étant supprimée. Puis en septembre 2013, la réponse « loufoque » réapparaît parmi les trois propositions.
Dans la première version de l'émission, le Quiz des familles était joué avant le Challenge des adultes. Il consistait à répondre à une question de liste (exemple : Citez 3 types de lancer en athlétisme). Les familles doivent buzzer pour prendre la main et donner le nombre de réponses attendu. Un sans-faute vaut 300 points. Si la famille donne une seule mauvaise réponses parmi celles citées, les 300 points sont attribués à l'autre famille.

### Le Challenge des enfants
Dans un principe similaire au challenge des adultes (dans la première version de l'émission), les enfants s'affrontent dans un jeu de loisirs. Autrefois, les deux familles s'affrontaient en duel, et depuis, à tour de rôle, comme pour le Challenge des Familles.

### Le Quiz des enfants
Au début de l'émission, ce quiz avait le même principe que celui des adultes, les enfants remplaçant les adultes pour répondre aux questions et le port du joker. Après la disparition de ce même joker, les enfants de chaque famille doivent répondre chacun leur tour à une série de questions avec deux propositions en une minute, chaque bonne réponse valant deux-cents points. C'est la famille étant en tête au moment du Quiz qui commence. La famille ayant le plus grand nombre de points gagne le droit d'affronter la Boîte Noire. Pour la sixième saison, le challenge est entièrement refait : les familles choisissent désormais parmi trois thèmes - celle en tête commence - et répondent à dix questions et deux-cents points par bonne réponse. Un sans-faute rapporte cinq-cents points supplémentaires. À partir de la septième saison, le quiz des enfants reprend sa formule originelle, excepté que les deux familles répondent ensemble et non plus séparément.

### La Question en Or
Il peut y avoir une égalité si les 2 familles ont le même score après 4 manches, il s'agit d'un jeu décisif appelé "La Question en Or". À l'instar du jeu Attention à La Marche !, Les 2 familles doivent donner une réponse sous la forme d'un nombre entier. La famille dont la réponse est la plus proche de la réponse exacte accède en finale et d'affronter la Boîte Noire.
Dans la première version du jeu, l'épreuve décisive avant la finale s'appelait « Ze Super-Question ». Chaque famille possède une ardoise à craie, puis une question (assez difficile) et quatre propositions de réponses sont énoncées. Les familles ont ensuite un temps limité de 20 secondes pour écrire la bonne réponse sur leur ardoise. Les buzzers ne sont pas utilisés. À la fin du chronomètre, chaque famille dévoile sa réponse, et peut être interrogée sur son choix. Si une famille donne la bonne réponse, elle remporte 1000 points. Si les deux familles ont donné la bonne réponse, les deux obtiennent 1000 points.

### La Boîte noire
Appelé au début de l'émission « Ze finale » avant de prendre le nom éponyme de « La Boîte noire », les enfants ont trois minutes pour franchir dans le noir un parcours labyrinthique, guidé par l'adulte qui les observe via un écran de retour de caméra infrarouge. Avant, le labyrinthe était relativement simple, il ne consistait qu'en un mur d'élastiques, deux souricières et un mur à démolir, et le but était de récupérer des boules valant chacune cent points afin d'atteindre le score de deux mille cinq cents points (tout en évitant les casiers piégés qui retirent 100 points), synonyme de victoire. Par la suite, le parcours à franchir est beaucoup plus ardu avec des embûches telles que les élastiques, et une fois arrivé, devaient y récupérer un trophée en forme de bouclier caché dans l'un des casiers du mur de la Boîte Noire. Pour gagner, les enfants doivent non seulement récupérer le trophée mais aussi sortir ensemble de la Boîte. Si les enfants ne sont pas sortis à la fin du chrono, même en ayant le trophée en main, le jeu est perdu. Dans la version actuelle du jeu, le parcours est relativement simplifié et les casiers sont remplacés par neuf coffres, dont l'un contient le trophée, à ouvrir avec une clé. Au début, cette clé est cachée dans la Boîte Noire et y est présente en deux exemplaires : les enfants doivent les trouver d'eux-mêmes. Puis, dans la version « solo », où l'enfant est guidé par son coéquipier, cette clé lui est directement remise par Joan avant le départ.
On peut entendre dans la boîte noire, des bruits qui servent à déstabiliser les enfants (rires effrayants, cris d'animaux, hurlements sinistres, bruits de fantômes, bruits de la chanson Thriller de Michael Jackson (notamment le rire glacial et la porte grinçante), de 2016 a 2017, on peut entendre dans la boîte noire, des bruits relatifs à l'univers de Star Wars, notamment le cri de Chewbacca.

### L'Esprit de la boîte
La nouvelle version du jeu a vu l'apparition de « L'Esprit de la boîte », une grosse voix-off dont le but est d'effrayer les enfants. Depuis, habituellement, l'émission commence par une introduction comique où Joan, caché dans la Boîte Noire, parle avec l'esprit de la boîte avant de montrer aux téléspectateurs le casier où est caché le trophée. Pendant longtemps, on n'entendait l'esprit de la Boîte que pendant cette introduction, mais depuis 2011, il arrive aussi que la voix se fasse entendre pendant l'émission-même, souvent avant la finale pour impressionner les enfants avant que ceux-ci ne se lancent dans la fameuse boîte. Du septembre 2012 à 2017, l'Esprit de la Boite est une voix-off à part entière et officie comme juge-arbitre, elle présente les deux familles et récapitule les scores entre les manches.

## Identité visuelle

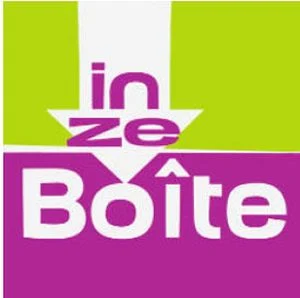
Logo de 2007 à 2009
Logo de 2009 à 2012
Logo de 2012 à 2020

## Diffusion
De la saison 1 à 10 l'émission était diffusée du lundi au vendredi. Cela a été changé à la saison 11 où elle était diffusée tous les samedis.

## Produits dérivés

### Jeu de société
Le jeu télévisé a été adapté en jeu de société par Megableu en 2012 et par Dujardin en 2016.

## Controverse
Le jeu a fait l'objet d'une polémique lorsqu'un enfant, fan du jeu, a été recalé lors des castings d'inscription à cause de son prénom, Islam,,.